# 칭수이구

칭수이 구의 위치

칭수이구(한국어: 청수구, 중국어: 清水區, 병음: Qīngshuǐ Qū)는 중화민국 타이중시의 시할구이다. 넓이는 64.1709km2이고, 인구는 2015년 8월 기준으로 86,072명이다.

## 지리
칭수이 진은 타이중시 서부, 다자시(大甲渓)의 남쪽에 위치하고, 서쪽은 타이완 해협에 접하고 있다. 동쪽은 선강 구와, 남쪽은 우치 구 및 사루 구와, 북쪽은 다자시를 사이에 두고 다자 구와 접하고 있다. 구청 소재지의 해발은 불과 8m이고, 최고 지점의 우춰 리도 218.7m로 비교적 평탄한 지세이다. 서부 평원 지구에는 시내 중심부가 있는 것 외에 수도(水稲) 재배가 활발하고, 동부에서는 아오펑 산 등의 구릉지대가 펼쳐져 있다.

## 역사
칭수이 구의 옛 이름은 우매두(牛罵頭)이며, 청의 대만 통치가 시작되면서 제라현 우매사에 속했다. 1723년, 제라의 북백여리의 첩호미로부터 대갑계에 걸쳐 창화현이 설치되었고 칭수이 지구도 창화현의 관할이 되어, 천주에서 양(楊), 채(蔡)씨의 입식자가 이주해 본격적인 개발이 시작되었다. 1733년이 되면 한족의 이주지는 13장을 헤아리기에 이르렀다. 1764년, 《속수대만부치》의 '우매가조'에 의하면 점차 거리가 형성되었고 한족 취락은 우매사 부근에 존재하고 있었기 때문에, 우매두가(牛罵頭街)로 불렸다고 한다. 일본 통치 치대의 1920년에 일본식 지명인 기요미즈(清水)로 개칭되어 현재에 이르고 있다.

## 경제
칭수이 구는 전형적인 농업형 경제로, 토지의 대부분은 농목업에 이용되고 있다. 동부의 다양 지구에서는 밭농사 농업과 양계업이 주요하고, 서부의 다슈, 가오메이, 싼톈 지구에서는 수도 재배 및 야채 재배가 행해지고 있다. 상품 가치가 높은 과일은 바다로부터 불어오는 계절풍의 영향으로 발달해 있지 않고, 소규모의 여주 재배를 볼 수 있는 정도이다.

## 교통
- 타이완 철로관리국 해안선
- 국도 3호선
- 국도 4호선

## 같이 보기
- 타이중시